# Centro Nacional de Educación a Distancia
El Centro Nacional de Educación a Distancia (en francés Centre national d'enseignement à distance, abreviado Cned) es una institución pública francesa bajo supervisión del Ministerio de Educación Nacional dedicada a promover la educación a distancia.
La institución se creó en 1939 y provee material en-línea desde mediados de los años 1990. Los 3000 programas que componen la oferta van desde guardería hasta nivel de educación universitario. En 2006 contaba con 350.000 estudiantes registrados, 30.000 de ellos residentes en el extranjero. Aproximadamente 120.000 son estudiantes de nivel universitario.